# Anna Maria van Schurman
Anna Maria van Schurman (ur. 5 listopada 1607 w Kolonii, zm. 4 maja 1678 w Wiuwert) – holenderska  uczona, poetka, malarka i rytowniczka.
Pierwsza kobieta dopuszczona do studiów wyższych na europejskim uniwersytecie (Uniwersytet w Utrechcie, 1636). Wykształcona w dziedzinach sztuki, muzyki i literatury, biegle władała czternastoma językami: holenderskim, niemieckim, francuskim, angielskim, włoskim, łaciną, greką, hebrajskim, arabskim, syryjskim, aramejskim, etiopskim, samarytańskim, perskim. Skonstruowała gramatykę języka etiopskiego. Posiadała również wiedzę z zakresu filozofii, teologii i medycyny. Poezję pisała w językach: niemieckim, holenderskim, łacinie, grece i hebrajskim.
Jednym z najistotniejszych motywów pojawiających się w jej pracach jest prawo kobiet do edukacji, szczególnie w rozprawie dedykowanej tej kwestii – Amica Dissertatio.
W późnym okresie swojego życia zawiesiła działalność naukową na rzecz członkostwa w radykalnej sekcie Labadystów. Po odebraniu krytyki wobec swoich poczynań napisała autobiograficzny traktat teologiczny zatytułowany Eukleria.
Była szanowaną i sławną w całej Europie postacią, z którą bezpośrednie kontakty nawiązały między innymi Krystyna Wazówna i Ludwika Maria Gonzaga. Korespondowała z wieloma uczonymi swoich czasów w ramach Rzeczypospolitej uczonych.

## Życiorys

### Dzieciństwo i młodość (1607-1634)
Van Schurman urodziła się 5 listopada 1607 w zamożnej rodzinie kalwinów w Kolonii. Jej rodzicami byli Frederik van Schurman, pochodzący z Antwerpii, oraz Eva von Harff de Dreiborn. Miała trzech braci: Hendrika Frederika, Johana Godschalka i Willema. Około lat 1613–1615 jej rodzina opuściła Kolonię ze względu na prześladowania religijne i osiadła w mieście Utrecht w ówczesnej Republice Zjednoczonych Prowincji, gdzie wynajęli budynek na Placu Dom, tuż za pobliską katedrą kościoła Ewangelickiego. Podczas gdy jej bracia uczeni byli pisma, łaciny i arytmetyki, Anna pobierała lekcje śpiewu i gry na instrumentach. Potrafiła grać na lutni i klawikordzie, a z wiekiem zdobyła dogłębną wiedzę z zakresu teorii muzyki.
Uczyła się czytać na podstawie tekstów biblijnych i ćwiczyła pamięć recytując fragmenty Katechizmu Heidelberskiego. W Euklerii wspomina, jak podczas spaceru ze służką miała wyrecytować pierwsze pytanie z Katechizmu… „W czym znajdujesz jedyną pociechę w życiu i wobec śmierci?”. Odpowiedź brzmiała: „W tym, że ciałem i duszą należę – zarówno teraz, gdy żyję, jak i wtedy, gdy umrę – nie do siebie, ale do Jezusa Chrystusa, mego wiernego Zbawiciela.'' Anna Maria opisała, jak w tym momencie jej „serce przepełniła wielka radość i tak wspaniała świadomość miłości Chrystusa, że wszystkie następne lata nie zdołały zmazać żywego uczucia tegoż wspomnienia.’' Ta pobożna postawa towarzyszyła jej przez całe życie, przejawiając się w jej pismach na przestrzeni lat. W wieku siedmiu lat przez dwa miesiące uczęszczała do francuskiej szkoły, lecz jej rodzice zdecydowali się nie posyłać jej na publiczne nauki z obawy, że dzieci będą miały zły wpływ na wartości duchowe małej van Schurman. Anna Maria poza wskazówkami matki i przykładami ze strony służek, sama pogłębiała swoją wiarę, m.in. czytając broszury i zbiory żywotów świętych, bardzo popularnych w XVII wieku. Przejęta ich świadectwem i męczeńską śmiercią, Anna Maria była pod tak wielkim wrażeniem postaw męczenników, że jak napisała później: „usilnie pragnęła oddać swój słodki żywot za tak chwalebną śmierć”.

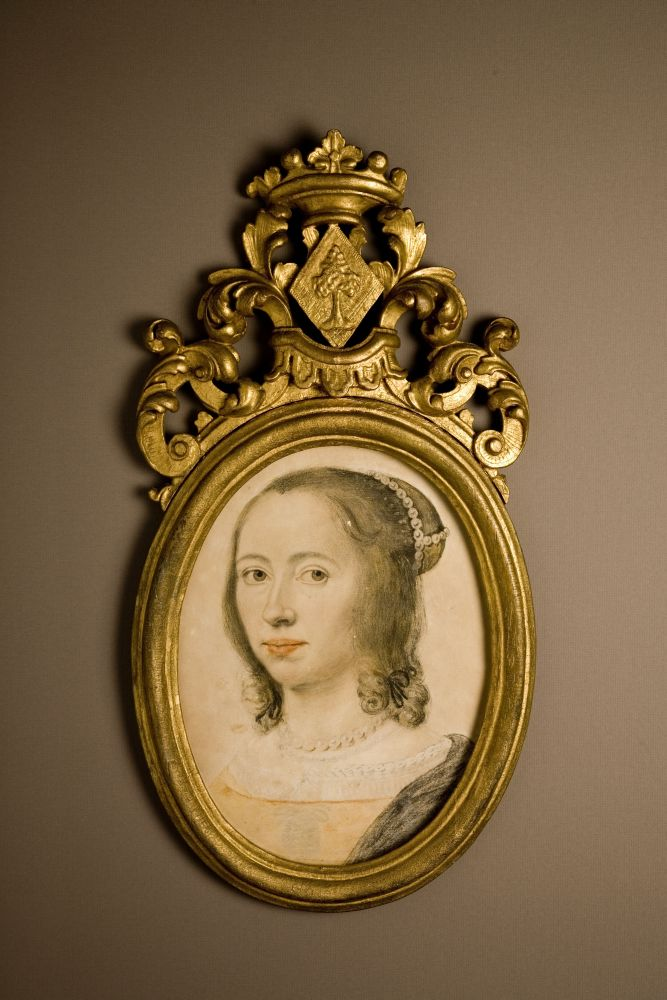
Autoportret Anny Marii wykonany pastelami

Gdy Anna miała około 11 lat jej ojciec, widząc potencjał i błyskotliwość córki, postanowił nauczyć dziewczynkę łaciny i pozwalał jej uczyć się razem z braćmi, co było nietypową decyzją jak na tamte czasy, w których dziewczęta z zamożnych rodzin nie były szkolone i nie miały dostępu do dzieł klasyków. Anna Maria wspominała potem w Euklerii, że na postanowienie ojca wpłynęła pewna konkretna sytuacja: pewnego razu podczas lekcji jej bracia nie potrafili odpowiedzieć na pytanie, zadane przez Frederika, a siedząca w pobliżu Anna, ucząca się w tym czasie francuskiego, znała odpowiedź, czym zaimponowała rodzicowi. Ojciec uczył ją także podczas ich wspólnych spacerów, często urozmaicając naukę reguł zabawami, a gramatykę tłumaczył na przykładzie zbioru pism Seneki Młodszego, swojego ulubionego filozofa. Edukacja, którą odebrała od ojca pogłębiła jej determinację – zaczęła sama rozwijać swoje zdolności językowe, nie zaniedbując przy tym umiejętności w technikach malarstwa, haftowaniu, rzeźbieniu w drewnie oraz wycinaniu ornamentów z papieru. Jednak sama van Schurman zawsze odnosiła się do własnych artystycznych poczynań z mniejszym entuzjazmem, mówiąc o nich, jak o „krótkiej przerwie od bardziej istotnych studiów” i nigdy nie aspirowała do pozycji profesjonalnej artystki. Mimo to warto zaznaczyć, że m.in. malarz Gerrit van Honthorst wycenił jeden z portretów autorstwa Anny Marii, wygrawerowany w drewnie palmowym, na wartość tysiąca guldenów – cenę przewyższającą wynagrodzenie, jakie otrzymał Rembrant od Fryderyka Henryka Orańskiego za obraz „Zmartwychwstanie Chrystusa” (otrzymał 700 guldenów). Choć van Schurman twierdziła, że na polu technik artystycznych była samoukiem, w latach 30. XVII wieku, pobierała nauki rytownictwa od pochodzącej z Kolonii artystki – Magdaleny van de Passe.
W 1620, poetka Anna Roemer Visscher napisała w swoim wierszu pochwałę prac młodej van Schurman, chwaląc ją jako „dumę wszystkich panien, które kiedykolwiek dążyły do wiedzy”. Wiersz kończy się pochwałą dla ojca Anny, uwzględniając jego fundamentalny wpływ na jej edukację. Roemer Visscher wprowadziła Annę Marię do popularnych wówczas kręgów literackich w Holandii. W tym czasie Anna ćwiczyła się również w kaligrafii oraz grawerowaniu na szkle za pomocą diamentu.
W 1623 rodzina van Schurman przeprowadziła się do miasta Franeker we Fryzji. Frederik zapisał się na wykłady purytańskiego profesora Williama Amesa, jednak nie dane mu było na nie uczęszczać – Frederik zmarł 15 listopada tego samego roku i został pogrzebany w miejscowym kościele, Martinikerk. Na łożu śmierci wymusił na swojej jedynej córce obietnicę – Anna przysięgła, że nigdy nie wyjdzie za mąż, mając na zawsze w swojej pamięci słowa ojca, ostrzegające ją przed „niegodziwymi, doczesnymi kajdanami małżeństwa.'' Rodzic z troski o czystość i dobre zwyczaje córki już podczas lekcji łaciny starał się unikać tekstów klasyków, w których otwarcie pisali o miłości cielesnej. Anna Maria uznała te działania za przejaw Opatrzności i w swoich wspomnieniach dziękowała rodzicom za to, że już w dzieciństwie zaszczepili w niej ideę cnotliwości i dziewiczej czystości. Poznała mimo to gruntownie większość dzieł stoików oraz Homera i Wergiliusza (których uznawała za „książąt wśród poetów”), które wcześnie udostępnił ojciec. Jej najulubieńszym filozofem tuż obok Seneki, był św. Augustyn, którego wychwalała jako „wyjątkowego miłośnika Boga i Jego chwały”. W późniejszych latach, gdy zaczęła uczyć się greki z pomocą profesora Gisbertusa Voetiusa, poznała również dzieła Platona, Arystotelesa, Pitagorasa, Herodota, Hezjoda, Plutarcha oraz Eurypidesa (oraz wielu innych, pomniejszych autorów starożytnych). Poza greckimi klasykami jej głównym źródłem wiedzy był Nowy Testament i myśliciele wczesnochrześcijańscy, pośród nich święci Cyryl i Bazyli, Grzegorz z Nazjanzu i Klemens Aleksandryjski. Z ogromnym zaangażowaniem zgłębiała mowy retoryków, uważając zdolności oratorskie za główne narzędzie przekazywania swoich opinii i wiedzy, co w kolejnych latach często wykorzystywała w dyskusjach z uczonymi. Tłumaczyła również dzieła Homera i Symonidesa oraz sporządzała komentarze do Nowego Testamentu, szczególnie listów apostolskich.
Po śmierci głowy rodziny, Anna Maria wraz z matką i braćmi powróciła do Utrechtu, gdzie kontynuowała naukę na własną rękę. Zaczęła zyskiwać coraz większe uznanie wśród lokalnych intelektualistów. Pośród jej bliskich przyjaciół pojawiły się takie postacie jak Constantijn Huygens, Jacob de Witt oraz artystka Margaret Godewijck. Anna zaczęła również korespondować ze sławnymi uczonymi w ramach Republiki listów, która zrzeszała ludzi uczonych w całej Europie, bez względu na narodowość, rasę czy wyznanie (jedynym warunkiem udziału w korespondencji była znajomość łaciny). Znany polityk i poeta Jacob Cats z podziwem i sympatią odnosił się do młodej van Schurman, która imponowała mu znajomością archaicznych konstrukcji poetyckich i klasycznych idiomów, które stosowała w swoich wierszach i listach. Dla młodzieńców uczących się łaciny w XVII wieku, pisanie poezji w tym języku było tak trudnym zadaniem, że nie oczekiwano od nich tej zdolności, aż do całkowitego zakończenia podstawowej edukacji w tym zakresie, podczas gdy w wieku czternastu lat Anna Maria potrafiła już napisać poemat dla Catsa na tak wysokim poziomie, że sam poeta wspomniał o niej w swoich pracach (które były ówcześnie bardzo popularną pozycją wśród wykładowców i myślicieli, stąd rosnąca sława van Schurman w skali europejskiej). Cats często przysyłał van Schurman książki, z których chętnie czerpała wiedzę, w zamian pisząc według panującego w tych czasach zwyczaju wiersze po łacinie, jako wyraz wdzięczności.

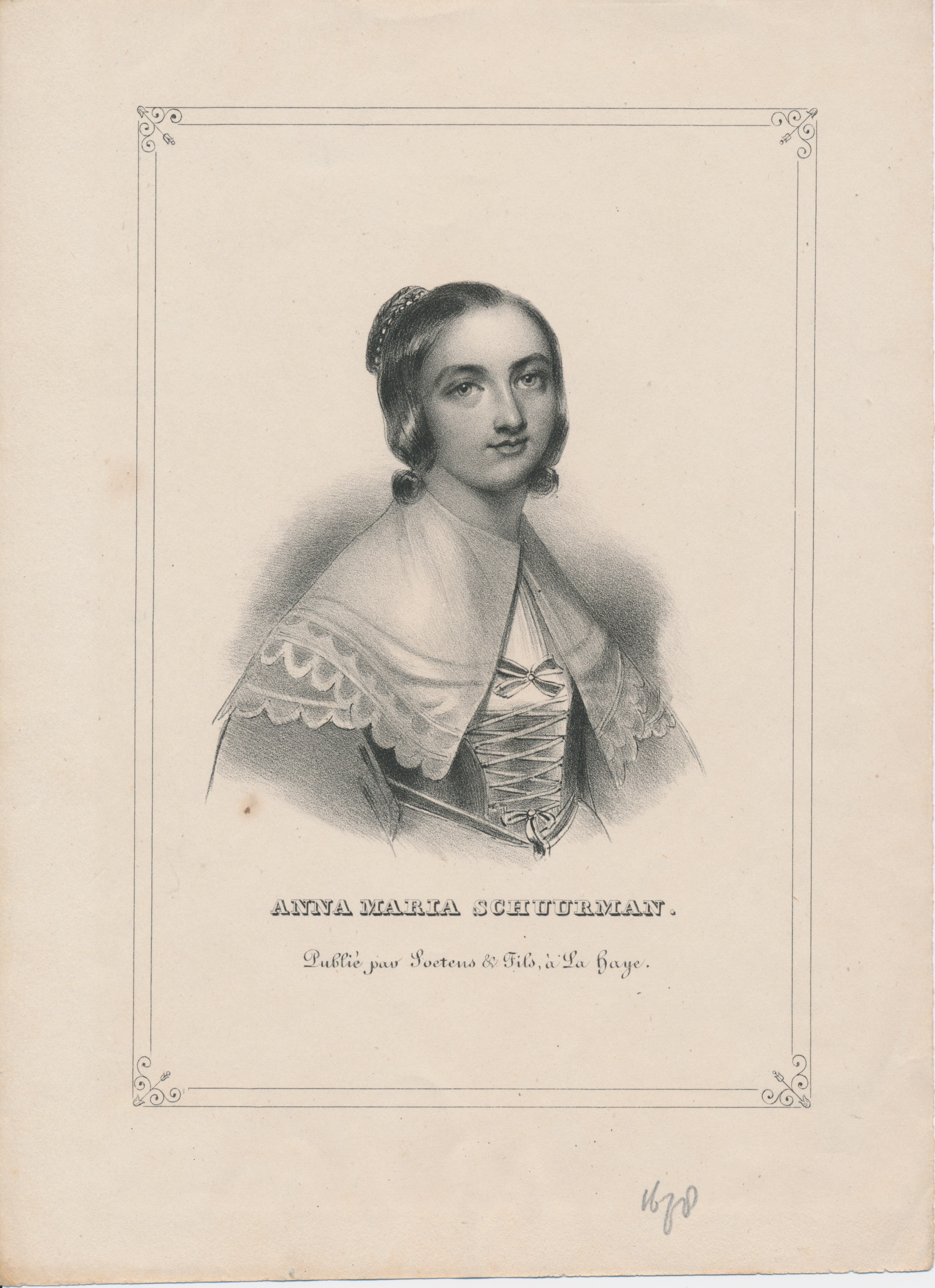
Grafika przedstawiająca młodą Annę Marię

W latach 1626–1636 Anna Maria stała się stałą członkinią środowisk lokalnych intelektualistów ze względu na niespotykaną pośród ludzi w jej wieku wiedzę, znakomitą znajomość łaciny i zdolności artystyczne. Nawiązała listownie kontakt z liczącymi się uczonymi, takimi jak André Rivet i Friedrich Spanheim, profesorami Uniwersytetu w Lejdzie oraz zapoznała się z sąsiadem swojej rodziny – wspomnianym profesorem Gisbertusem Voetiusem, który kładł szczególny nacisk na konieczność łączenia wiedzy z postawą pietystyczną, co bardzo wyraźnie widać w pismach Schurman. W swoich listach do Riveta, którego ze wzajemnością podziwiała, po raz pierwszy zaczęła podejmować istotny w jej późniejszych pracach temat – edukację kobiet. Rivet uważał, że Anna jest szczególnym wyjątkiem, ponieważ większość niewiast nie posiada jego zdaniem aspiracji do studiów na uczelniach oraz kariery naukowej, skupiając się raczej na rolach żon i matek. Anna Maria była jednak przekonana, że „każda kobieta obrażona choćby przeciętnym intelektem, wystarczającą ilością czasu i pieniędzy, powinna mieć wolny dostęp do edukacji”. Rivet w odpowiedzi na te słowa stwierdził, że pomysł Anny Marii jest jednak zbyt rewolucyjny. Mimo to wyrażał się o samej van Schurman z ogromnym podziwem, czego przejawem była dedykacja jego rozprawy teologicznej, w której Rivet pisze o Annie jako o niezwykle skromnej, uduchowionej oraz utalentowanej, co „niespotykane jest pośród przedstawicieli jej płci i naszej epoki”. Dziękował jej również za przyjaźń, którą go obdarzyła (sama van Schurman mówiła o ich relacji z sentymentem, nazywając ją „najczystszym rodzajem miłości”, stwierdzając, że Rivet był dla niej niczym drugi ojciec).
Elokwencja młodej van Schurman zyskiwała coraz większe uznanie i zainteresowanie. Szanowany adwokat i antykwariusz z Utrechtu Arnoldus Buchelius, specjalizujący się w genealogii i heraldyce, zwrócił uwagę na jej wybitne zdolności, z pieczołowitością przepisywał i sporządzał kopie jej prac, wierszy i listów (skąd czerpać możemy znaczne ilości wiedzy o wczesnych dziełach van Schurman), a nawet w zakończeniu listu, który był częścią ich długiej dyskusji nad dziełami Seneki, napisał: „Żegnam Cię, klejnocie panien uczonych, ten który uwielbia, składa Ci honory oraz – jeśli tylko mogę być tak zuchwały – trzyma Cię serdecznie przy swoim sercu”.
Brat Anny Marii, Johan Godschalk wspomniał o siostrze w swoim liście do profesora Caspara Barlaeusa, który już wcześniej pisząc do ich wspólnego przyjaciela, Constantijna Huygensa, z podziwem wyraził się o „pannie w mieście Utrecht, szczególnie zdolnej, biegłej w łacinie i grece, która maluje, jest pisarką oraz poetką”. Wśród uczonych, z którymi nawiązała bezpośredni kontakt powstało powiedzenie, że Anna Maria van Schurman jest tak zdolna językowo, że „w dyskusjach (publicznie) wysławia się niczym Cyceron, a w domu prawi jak Terencjusz”.

### Studia na Uniwersytecie w Utrechcie oraz lata dorosłości
W roku 1634 ze względu na jej wyróżniającą się biegłość w łacinie, Anna Maria została poproszona o napisanie wiersza z okazji otwarcia Uniwersytetu w Utrechcie, który później został opublikowany w językach francuskim i holenderskim, razem z jej podobizną. W utworze uczciła powstanie nowego uniwersytetu i podkreśliła jego potencjalną użyteczność w wynalezieniu rozwiązań dla ekonomicznych problemów, które stwarzały zmiany biegu Renu i kryzys związany z handlem. Wychwalała przy tym również samo miasto i jego walory architektoniczne. Śmiałym posunięciem z jej strony było wspomnienie w wierszu o wykluczeniu kobiet z działalności uniwersyteckiej. Wiersz zakończyła mottem nowo powstałego uniwersytetu – Sol iustitiae illustra nos [Słońce sprawiedliwości – oświeć nas], co zostało odebrane nie tylko jako prośba o błogosławieństwo Boga (utożsamianego ze Słońcem), ale szczególnie jako bezpośrednia skarga ze strony van Schurman, domagającej się sprawiedliwości w dosłownym tego słowa znaczeniu. W odpowiedzi na ten zarzut, władze uniwersyteckie postanowiły zezwolić Annie Marii na uczęszczanie na wykłady profesora Voetiusa, jej przyjaciela i sąsiada. W ten sposób w roku 1636, Anna Maria van Schurman została pierwszą studentką na uniwersytecie w Europie.
Ze względu na protestanckie obyczaje panujące w Holandii, Anna musiała wysłuchiwać wykładów, siedząc w specjalnie przygotowanej kabinie z zasłonami, tak, aby inni słuchacze nie mogli jej zobaczyć. W jej Ecounte podczas jednego z wykładów, skrył się nawet sam Kartezjusz, którego poznała osobiście w 1634. Van Schurman nie wypowiedziała się otwarcie na temat jego rewolucyjnej filozofii (której zaciekłym przeciwnikiem był Voetius), aż do momentu, gdy w podeszłym już wieku wstąpiła do sekty Labadystów, odrzucając całkowicie kartezjańskie poglądy (oraz część idei samego Voetiusa), formułując swoją własną, osobistą filozofię, opartą na uduchowionej wierze w Boga, jako jedynej istocie prawdziwej, nie dopuszczając możliwości rozłączenia wiary od wiedzy i poznania. Od samego początku swojej edukacji Anna Maria uważała, że zgłębianie wiedzy i wszelkie działania ludzi uczonych powinny być podejmowane ze względu na Boga i Jego chwałę. Bardzo łatwo popadała w irytację, gdy ktoś z jej otoczenia wyrażał się krytycznie na tematy, które ona uznawała za sacrum. Gdy Kartezjusz zastał ją uczącą się hebrajskiego, pochyloną nad Starym Testamentem, skomentował jej zajęcie nazywając je „nieprzydatnym i niewartym czasu tak utalentowanej osoby”, stwierdzając przy tym, że w Księdze Rodzaju nie znajduje nic, co uznać by można za „jasne i wyraźne”. Słowa te ogromnie zdenerwowały van Schurman, która z oburzeniem wyraziła się na temat arogancji filozofa.

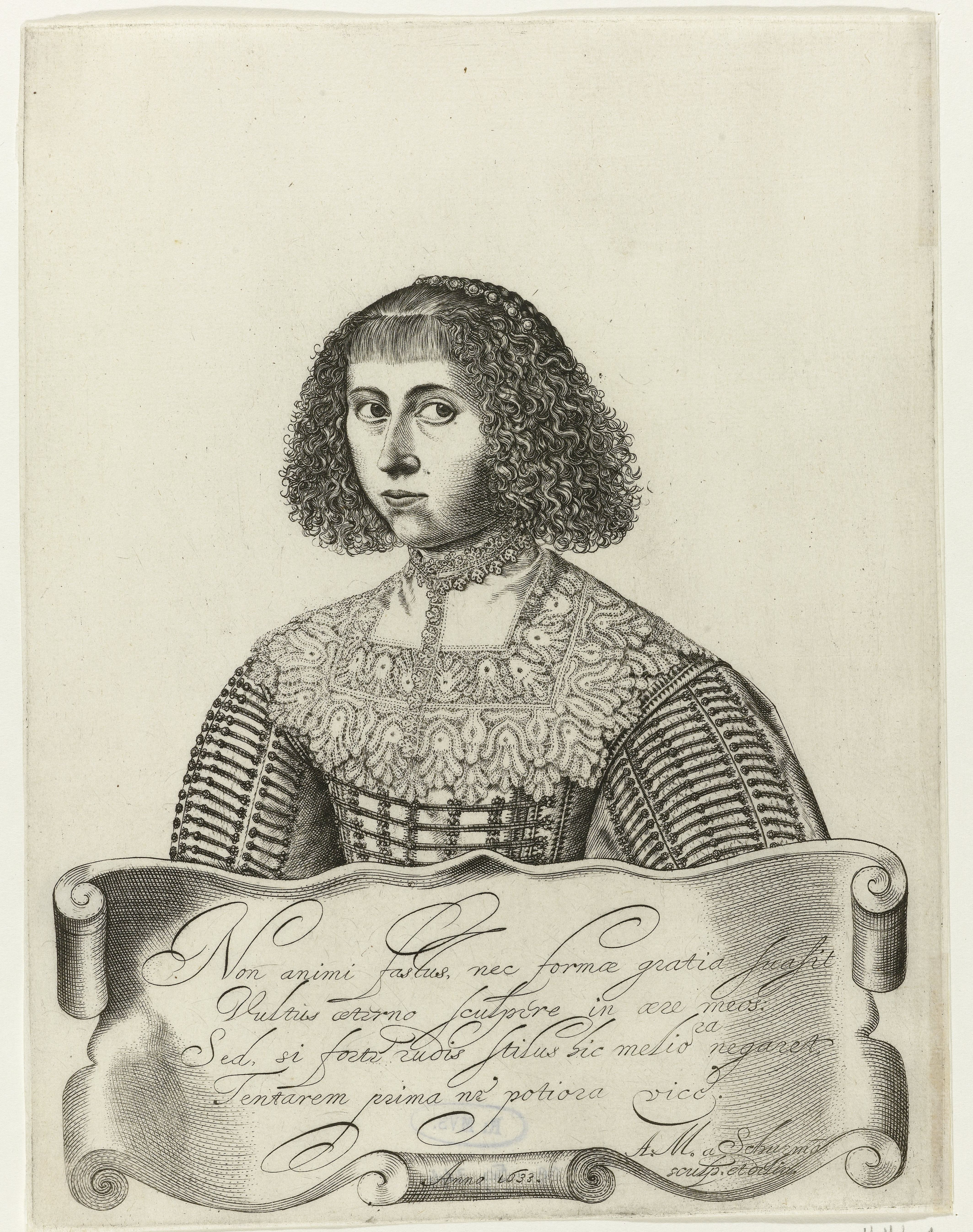
Pierwsza rycina wykonana przez Annę Mairę – Autoportret (1632).

W siedemnastowiecznej Europie normą było uczęszczanie na kilka uniwersytetów na przestrzeni lat, aby ostatecznie zdobyć tytuł doktora. Udało się to również bratu Anny Marii – Johanowi Godschalckowi, który po studiach na pięciu różnych uniwersytetach, uzyskał doktorat w 1663, w wieku sześćdziesięciu lat. Jego siostra nigdy nie otrzymała takiej możliwości, ze względu na fakt, że jedynie przychylnie do niej usposobiony uniwersytet utrechcki, z którym już wcześniej nawiązała kontakty, zdecydował się przyjąć kobietę do grona studentów.
W ramach studiów van Schurman uczęszczała na publiczne i prywatne wykłady, odwiedzała bibliotekę uniwersytecką, katedrę anatomii oraz ogrody botaniczne (sama posiadała ogród wokół swojego domu, w którym sadziła głównie zioła lecznicze; w liście do przyjaciela napisała, że doglądanie roślin sprawia jej ogromną przyjemność, ponieważ „może widzieć owoce swojego wysiłku oraz piękno przyrody, które zawdzięczamy Stwórcy”). Wtedy też zaczęła uczyć się języków Wschodu: hebrajskiego, arabskiego, syryjskiego, etiopskiego oraz starożytnego dialektu języka aramejskiego – chaldejskiego. Uczęszczała na wykłady każdego dnia, ucząc się m.in. logiki (szczególnie studiując prace Arystotelesa i Jana Szkota) i historii (znała dzieła wielkich historyków starożytnych, była też obeznana w pismach współczesnych sobie kronikarzy oraz posiadała dogłębną wiedzę o historii Kościoła). Choć sama uważała, że studiowanie prawa i polityki nie jest tak istotne, jak teologia lub języki, van Schurman interesowała się tymi aspektami, które dotyczyły Kościoła oraz prześladowań religijnych. Szczególnie interesowała się sytuacją Francji oraz Anglii, a w 1649 na wieść o obaleniu i ścięciu Karola I Stuarta, z przejęcia doznała tak poważnych bólów głowy, że nie była tego dnia w stanie pisać, o czym wspomniał jej brat w liście do zaprzyjaźnionego profesora.

### Gwiazda Utrechtu
W drugiej połowie lat 40. XVII wieku Anna Maria zdołała opanować i biegle pisać listy oraz poezję w czternastu językach, w wieku zaledwie 30 lat. Pogłębiała też swoją wiedzę z zakresu matematyki, geografii i astronomii. W przedmowie do jednej z jej najbardziej znanych prac profesor Friedrich Spanheim nazwał van Schurman „doktorem w szatach niewieścich”, choć formalnie nigdy nie otrzymała tytułu naukowego.
Pobożna młoda uczona miała wielu zalotników. Po śmierci swojej żony w 1631 Constantijn Huygens poprosił van Schurman o rękę i napisał 10 poematów w trzech różnych językach, starając się o jej względy na przestrzeni lat, nie zważając na złośliwości ze strony kolegów z kręgów intelektualnych. Niezłomna postawa van Schurman, wytrwałość w samotności i wstrzemięźliwości były jednak niezachwiane. Gdy wybrała słowa Ignacego Antiocheńskiego – (Jesus) Amor Meus Crucifixus Est [Miłość moja została ukrzyżowana] za swoje życiowe motto, przyjaciele i konkurenci otrzymali ostateczny dowód na to, że jej stosunek do małżeństwa jest głęboko zakorzeniony w religijności (oraz obietnicy złożonej ojcu), a nie w chęci poświęcenia się działalności naukowej. Anna Maria pozostała niezamężna do końca życia.
W 1637 zmarła matka van Schurman, Eva von Harff. Została pochowana w rodzinnej krypcie w kościele Cunera w mieście Rhenen. W jednym z listów Anna Maria wspomniała, że po śmierci matki musiała zająć się obowiązkami domowymi, co pozbawiło ją znacznej ilości czasu, który dotychczas poświęcała na naukę.

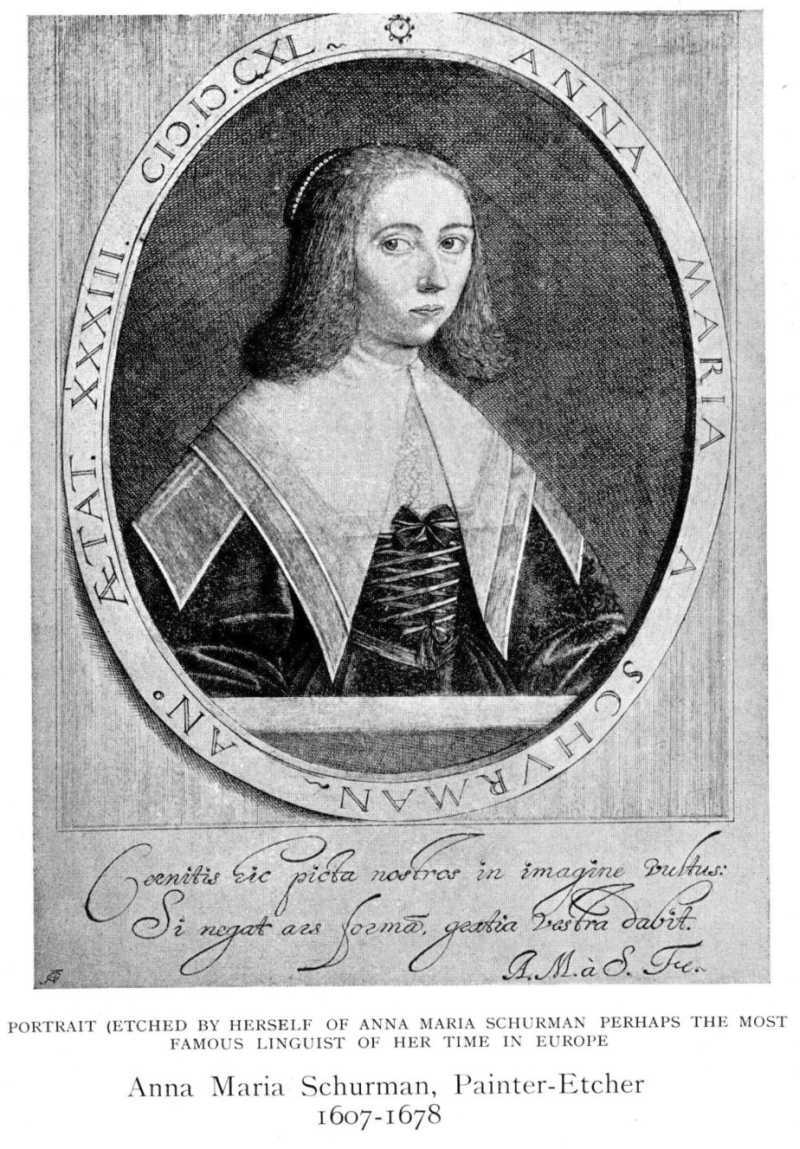
Autoportret

W 1644 we Wrocławiu wydana została niewielka broszura De literaris virginibus tribus nostri saeculi [O trzech uczonych dziewicach naszego wieku], w której opisano osiągnięcia van Schurman oraz Anny Memoraty i Sophii-Anny Corbiniani (Memorata pisała poezję po łacinie, a Corbiniani przetłumaczyła gramatykę Donata z łaciny na niemiecki). Wydawane były również całe tomy poezji, w których uczeni i literaci wychwalają umiejętności van Schurman. Pośród wielu utworów pisanych na jej cześć oraz wzmianek o niej w listach humanistów XVII wieku, między innymi Jean-Louis Guez de Balzac (który również odwiedził Annę Marię osobiście) stwierdza, że jego listy były gorsze pod względem językowym w porównaniu ze znajomością francuskiego, jaką przejawiała van Schurman. Często porównywana była do bogiń greckich, szczególnie do Pallas Ateny oraz do starożytnych uczonych. Chwalono nie tylko jej zdolności artystyczne oraz ogromne zasoby wiedzy, ale również jej skromność, uprzejmość, pobożność i wytrwałość w czystości. Nadawano jej przydomki takie jak: bogini mądrości, niespotykany cud, niderlandzka Minerwa, Pallas z Utrechtu, mądrość mieszkająca w Utrechcie. Niektóre z tych określeń, szczególnie te związane z miejscem jej zamieszkania, stały się tak rozpoznawalne, że czasem sami uczeni nie wymieniali w swoich listach lub pracach imienia czy nazwiska Anny Marii, zastępując je jednym z rozpoznawalnych przydomków. Powstało nawet francuskie powiedzenie: „Być w Utrechcie i nie zobaczyć Panny van Schurman, to jak odwiedzić Paryż bez zobaczenia króla”. Duchowni katoliccy często ubolewali nad jej „wychowaniem w fałszywym wyznaniu”, nie ujmując jednak intelektowi i wiedzy van Schurman, chętnie podejmowali dyskurs z jej teologicznymi pismami. O wyglądzie uczonej wspominano rzadko, większość wierszy na jej cześć wysławiała wiedzę i zdolności, natomiast jej piękno zewnętrzne bywało pozostawione na drugim planie. Niektórzy uważali ją za niespotykanie piękną kobietę, najpiękniejszą pośród wszystkich dziewcząt w Niderlandach, lecz byli też tacy, którzy uważali jej wygląd za „przeciętny”. Francuski uczony Pierre Dupuy opisał ją lakonicznie jako „brunetkę o nieco melancholijnej twarzy i ciemnych oczach”.
W latach 1636–1654 utrzymywała stały kontakt z nie tylko uczonymi mężczyznami, ale również kobietami z kilku państw europejskich. Van Schurman korespondowała z duńską szlachcianką Birgitte Thott, tłumaczką dzieł antycznych klasyków i pism religijnych. Wydanie jej tłumaczenia pism filozoficznych Seneki Młodszego rozpoczynało się przedmową, w której agitowała o prawo kobiet do edukacji i stwierdziła, że podjęła się tłumaczenia ze względu na nikłą znajomość łaciny wśród kobiet. Schurman publicznie chwaliła poczynania Thott i nazywała ją „dziesiątą Muzą Północy”. Van Schurman pisywała regularnie, posługując się greką z Bathsuą Makin (angielską uczoną, nauczycielką córki Karola I Stuarta), po francusku z Marie de Gournay i Elżbietą Stuart, oraz po łacinie z Krystyną Wazówną. W swoich listach skupiały się głównie na edukacji kobiet i ideach z nią związanych. Anna Maria często wyrażała swoje uznanie dla tak wyedukowanych postaci, jak Lady Jane Gray oraz Elżbieta I. Gorąco zachęcała również swoje młodsze wielbicielki, aby nie porzucały swoich starań i chętnie dawała im rady, dotyczące tekstów szczególnie godnych uwagi oraz instruowała aspirujące do wiedzy dziewczęta, od których autorów warto zacząć naukę języków.
W 1654 Krystyna Wazówna, w przebraniu mężczyzny, osobiście odwiedziła Annę w Utrechcie. Królowa miała okazję obejrzeć kunstkamerę w domu Anny Marii, w której uczona trzymała większość swoich książek, dzieł sztuki oraz egzotycznych eksponatów. Królowa Krystyna po przedyskutowaniu osobliwości nawiązała z Anną rozmowę na temat ich wspólnych znajomych uczonych (m.in. Kartezjusza), a następnie podjęły się kwestii edukacji oraz zagadnień teologicznych. Anna Maria wykazała się niezwykłą elokwencją, imponując nie tylko królowej, ale też przybyłym z nią Jezuitom. Van Schurman narysowała portret władczyni oraz napisała dla niej wiersz po łacinie, w którym porównała Wazównę do Pallas Ateny i wychwalała ją jako „Słońce Północy”.
Poza wizytą królowej Szwecji, van Schurman na przestrzeni lat gościła również królową Polski Ludwikę Marię Gonzagę, księżną Annę Genowefę Bourbon, niemieckich barokowych poetów, francuskich pisarzy, członków brytyjskiego parlamentu, uczonych ze wschodnich krajów europejskich oraz skandynawskich profesorów i pisarzy. Z większością uczonych Anna Maria nawiązała wcześniej korespondencję w ramach Rzeczypospolitej uczonych, jednak znacząca ilość tych listów zaginęła lub została spalona przez van Schurman, po jej przystąpieniu do sekty Labadystów.

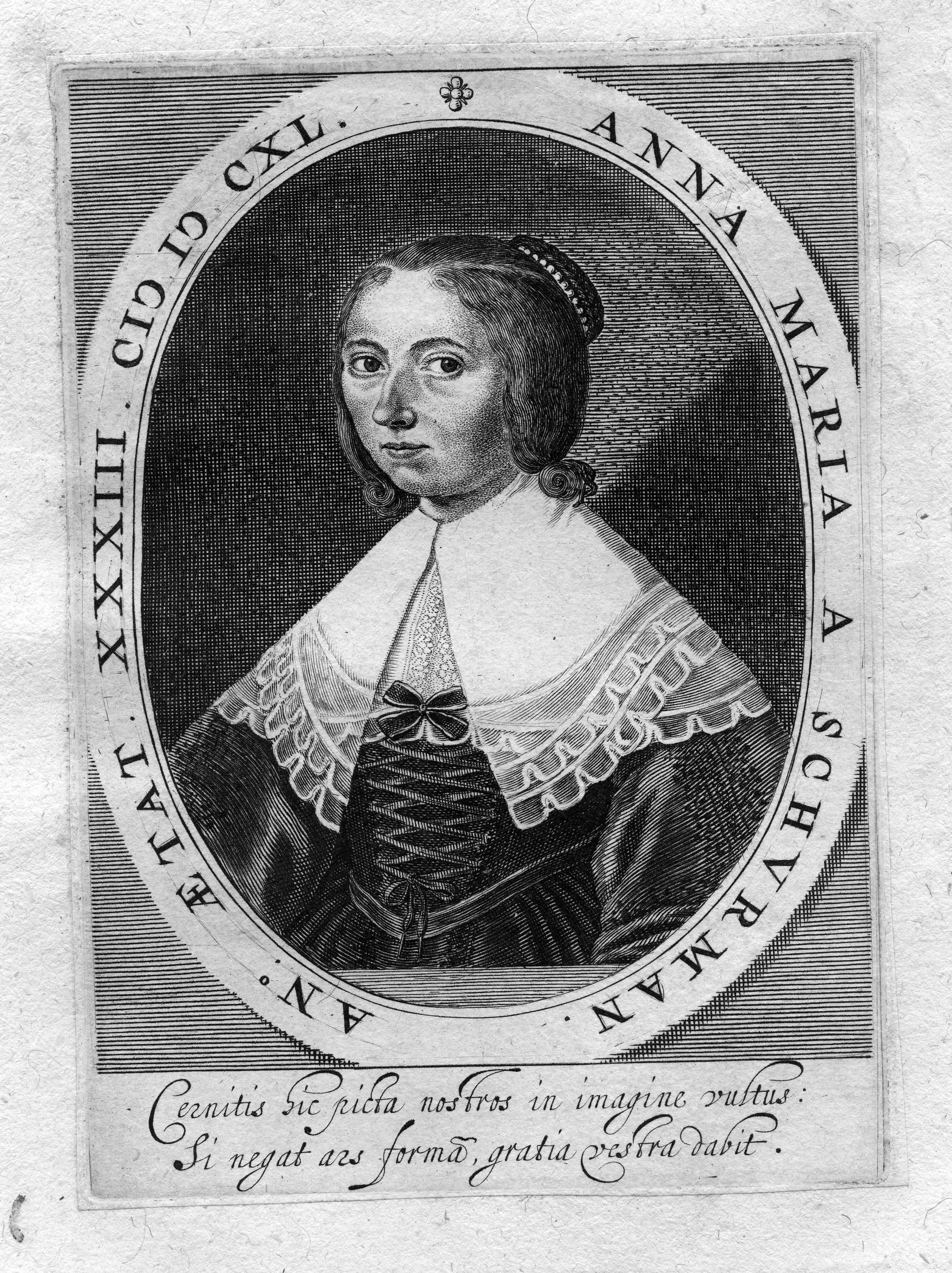
Autoportret (pod ryciną napisana przez autorkę sentencja, w której van Schurman prosi o wybaczenie niewielkich skaz rysunku)

Dzięki sławie van Schurman miasto i uniwersytet zyskał na prestiżu, Utrecht stał się jednym z głównych ośrodków nauk humanistycznych na terenie Niderlandów. Angielski polityk i antykwariusz Simonds d'Ewes, był tak zafascynowany postacią van Schurman, że w liście poprosił ją o pięć autoportretów Anny Marii, które podarował żonie i dzieciom, zachowując jeden dla siebie, aby włączyć go do swojej kolekcji portretów ludzi uczonych. Pod jedną ze swoim podobizn Anna Maria w krótkiej łacińskiej sentencji prosi o wybaczenie za niewielkie niedoskonałości rysunku. W swojej korespondencji wymieniali poglądy na temat polityki, edukacji kobiet oraz manuskryptów, które d’Ewes z pasją zbierał w ramach działalności antykwariackiej.
W 1653 Anna powróciła wraz z bratem Johanem i dwiema ciotkami do Kolonii, aby dopilnować kwestii prawnych związanych z ich posiadłościami w mieście. Ostatecznie zostali tam na ponad rok. Van Schurman ceniła sobie anonimowość, której doświadczyła w rodzinnym mieście, gdzie nie była aż tak znana. Po powrocie do Utrechtu odkryła, że rozpowszechniła się na jej temat pogłoska, jakoby Anna Maria miała w Niemczech nawrócić się na wyznanie rzymskokatolickie, co bardzo uraziło uczoną. W tym samym czasie wśród społeczności kalwińskiej w Utrechcie powstały sprzeczki na temat własności kościelnych oraz przestrzegania postów, a dwóch zaprzyjaźnionych van Schurman ministrów kościoła, zostało w konsekwencji wydalonych z miasta. Ze względu na tę nieprzyjazną atmosferę i narastające konflikty wewnątrz Kościoła, Anna zdecydowała się opuścić Utrecht i w 1660 roku zamieszkała wraz z bratem, dwiema ciotkami i dwiema służkami w Lexmond, na południu kraju.
W domu na wsi van Schurman cieszyła się z towarzystwa rodziny i oddanych panien służących, czując się jakby stworzyli tam „swój własny maleńki Kościół”. Jednak po śmierci ciotek, które zmarły w niemalże tym samym czasie, zaledwie rok po przeprowadzce, Anna Maria ciężko zachorowała i w liście do przyjaciółki pisała, że być może dane jej będzie iść w ślady kochanych ciotek. Jednakże udało jej się wyzdrowieć, a ze względu na Johana Godschalka, który planował podjąć dalsze studia w Szwajcarii, Anna Maria postanowiła powrócić do ich domu w Utrechcie. Tam zainteresowała się na nowo sporem wewnątrz Kościoła Reformowanego.

### Labadyści (1669-1678)
Z początkiem lat sześćdziesiątych XVII wieku van Schurman zaczęła coraz częściej zwracać swoje zainteresowania na ówczesną sytuację w kościele protestanckim w Republice Zjednoczonych Prowincji. Ostatecznie za główny cel swojej działalności obrała reformę Kościoła. Nawiązała korespondencję z wieloma pastorami w całym kraju, a nawet organizowała specjalne spotkania, w ramach których wygłaszała pełne rozczarowania mowy, wytykając m.in. brak duchowego oddania wśród wiernych oraz przypadki niekompetencji duchownych, którzy nie spełniali swojej roli jako kaznodzieje Zarzucała, że członkowie Kościoła nie dają swoim życiem przykładu, który winni ukazywać wierzący: posiadają bogato dekorowane domostwa, noszą drogie stroje oraz peruki i zatrudniają nauczycieli tańca dla swoich dzieci. Wszystko to było zdaniem van Schurman wbrew surowej, ascetycznej prostocie, która ma być charakterystyczna dla prawdziwych wyznawców. Jej zdaniem powstała zbyt ogromna rozbieżność między naukami Kościoła, a praktykami życia codziennego.
W 1662 Johan Godschalck poznał w Genewie byłego jezuitę, wówczas kalwińskiego kaznodzieję Jeana de Labadie, o którym wspominał w listach do siostry. Kiedy cztery lata później podczas podróży de Labadiego i jego uczniów do kościoła w Middelburgu, gdzie miał objąć stanowisko pastora (zapewnione dzięki wstawiennictwu ze strony van Schurman) Anna przyjęła podróżnych w swoim domu w Utrechcie i zaprzyjaźniła się ze swoimi gośćmi, podzielając ich poglądy na temat Kościoła. Labadie jako pastor Middelburga głosił ideę milenaryzmu, wzywał do moralnego nawrócenia oraz postulował za podziałem między ludźmi wierzącymi a ateistami, stwierdzając, że właściwie nie powinni mieszkać w tych samych miejscach. Van Schurman wspierała jego poczynania, nawet po tym jak w 1669 został usunięty ze stanowiska, ze względu na jego poglądy teologiczne.

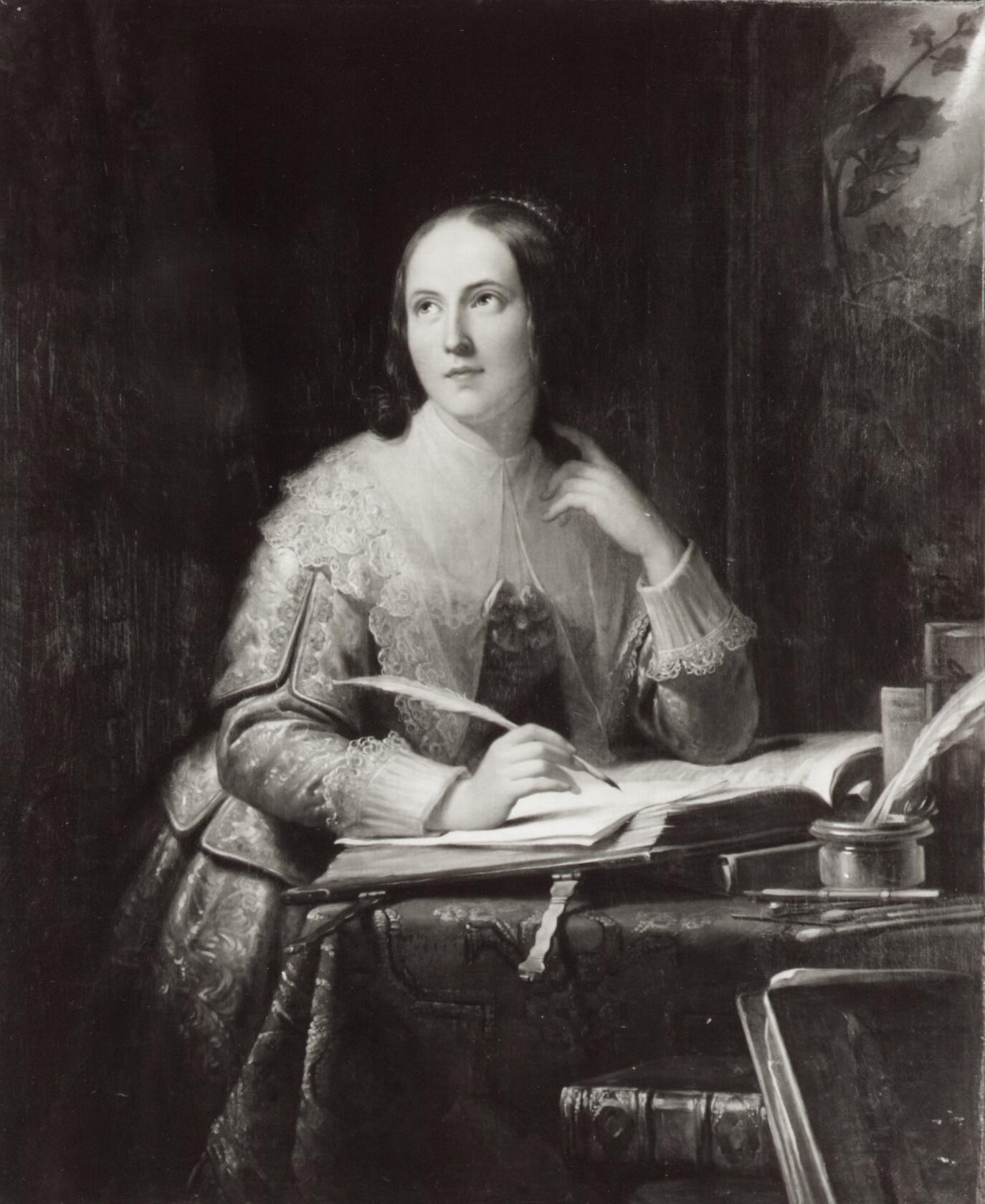
Obraz Jana Adama Krusemana przedstawiający Annę Mairę

W 1667 Labadie dedykował van Schurman zbiór swoich wierszy Le Triomphe de l’Eucharistie i najwyraźniej starał się zająć miejsce u boku Anny Marii, zastępując jej zmarłego przed trzema laty Johana Godschalcka. W tym samym roku profesor i teolog Matthias Nethenus, jako edytor dzieła Samuela Rutheforda (szkockiego teologia protestanckiego) Examen Arminianismi, dedykował swoją pracę Annie Marii van Schurman, pisząc o niej: „nasza Minerwa z Utrechtu, lecz nie pogańska, a Chrześcijańska; nie bogini, lecz wyznawczyni prawdziwego Boga; nie fikcyjna, lecz żyjąca istota”. Wielu współczesnych van Schurman uczonych uważało, że gdyby była mężczyzną, z pewnością otrzymałaby tytuł profesora ze względu na swoją wiedzę teologiczną. Jednak gdy w swoich pismach zaczęła skupiać się wyłącznie na temacie problemów Kościoła Reformowanego i kwestii wiary, respekt jaki posiadała pośród uczonych innych religii oraz narodowości zaczął stopniowo maleć. W swoich listach do członków Rzeczypospolitej uczonych zaczęła coraz częściej przejawiać starania mające na celu nawrócenie swoich nieprotestanckich korespondentów, pisząc z coraz większym przekonaniem o swoim religijnym objawieniu. Zamiast zwyczajowych zwrotów grzecznościowych po łacinie, które były częścią etykiety wewnątrz społeczności europejskich uczonych, w jej listach pojawiały się takie apostrofy jak: „kochany mój bracie, dzielny towarzyszu i miłujący pokój sługo naszego Pana Jezusa Chrystusa, tego, który jest Lwem, jak i Barankiem”. Przestała również powoływać się na pogańskich autorów i myślicieli, rezygnując z autorytetu klasyków. Van Schurman odsyłała również podarki, napływające z całej Europy, a chcący ją odwiedzić uczeni nie byli przez nią wpuszczani do domu.
W drugiej połowie 1669 de Labadie został usunięty ze stanowiska pastora w Middelburgu i przeniósł się do Amsterdamu, gdzie założył własną grupę wyznaniową, nazwaną od nazwiska ich duchowego przywódcy – Labadystami. Wtedy Anna Maria sprzedała swój dom, meble oraz cześć zbiorów ze swojej biblioteki, aby dołączyć na stałe do sekty Labadiego, nie zważając na upomnienia ze strony swojego dawnego mentora – Voetiusa oraz innych przyjaciół i uczonych. Pisząc o ich postawach stwierdziła, że choć zawdzięcza im częściowo swoją sławę, uważa jednak, że śmiesznym byłoby twierdzić, że nie ma ona prawa do zmiany swojego stylu życia i podjęcia decyzji bez wcześniejszej ogólnej zgody rzeszy uczonych. Rozdała większość swoich prac plastycznych, a utwory, które przysyłano jej w nadziei na otrzymanie pochwały, bądź budującej krytyki, odsyłała z powrotem do autorów, pisząc, że „już od kilku lat nie zajmuje się tak przyziemnymi przyjemnościami”. Prosiła również swoich dawnych przyjaciół o zniszczenie wszelkich wierszy i listów, w których do tej pory ją wychwalano. Żałowała, że przedtem nie protestowała na te pochwały, które tak często porównywały ją do pogańskich bóstw, a czasem nawet nazywały „wszechwiedzącą”, nadając cechę przynależną jedynie Bogu. Sama spaliła pokaźną ilość listów. Żałowała również swoich poematów, w których wychwalała Utrecht oraz pisała z rozczarowaniem i dezaprobatą o czasie, który zmarnowała na naukę języków.
Nie zaprzestała jednak tworzyć nowych portretów – od tej pory sporządzała podobizny członków sekty (jedna z miniatur przedstawiająca de Labadie była wielkości kasztana). Zainspirowana historią o Pauli i Eustochium (święte kościoła katolickiego), które w IV wieku dołączyły do św. Hieronima w jego podróży do Ziemi Świętej i przez dwadzieścia lat wiernie trwały przy nim oraz Bogu, Anna Maria przeciwstawiła się Voetiusowi, postrzegając swoje poczynania jako paralelę dla historii tych dwóch kobiet. Zamieszkała z Labadystami w Amsterdamie, gdzie mniejszości narodowe oraz grupy wyznaniowe cieszyły się pełną wolnością praktyk. Anna Maria wyznała w jednym z wierszy z tamtego okresu, że od zawsze chciała być męczennicą, a więc jeśli nie przyjdzie jej poświęcić życia, to przynajmniej wyrzeknie się swojego bogactwa, sławy i statusu. Pisząc o swojej duchowej przemianie mówiła, że odnalazła „perłę o wielkiej wartości i jest euforycznie szczęśliwa”.
W marcu 1669 oficjalnie zerwała z Kościołem Reformowanym. Wydała dziesięciostronicową broszurę na temat potrzebnych jej zdaniem reform. Napisała kilka poematów po holendersku, m.in. religijny wiersz o dydaktycznym wydźwięku Bedenckingen over de toekomst van Christi Coninkryk [Refleksje nad przyszłością Królestwa Chrystusowego]. Jeden z wersetów brzmiał: „Lecz Bóg nie mieszka w Świątyniach uczynionych rękami, gdzie obywatele nieba dołączają do doczesności”, nawiązując do jednej z głównych idei Labadystów – do podziału ludzi na dwie grupy: oddanych Bogu wybrańców oraz niegodnych rajskiej chwały innowierców, fałszywych wierzących i ateistów.
Krytyka na temat poczynań van Schurman była niemal natychmiastowa: pisano, że opuściła prawdziwy Kościół, uciekła z mężczyzną, podąża teraz za fałszywą doktryną, popadła w szaleństwo, a jej osąd jest nieprawidłowy. Wielu z jej dawnych przyjaciół i uczonych prosiło w listach, aby raz jeszcze rozważyła swoją decyzję. Duchowni natomiast obawiali się, że tak sławna osoba jak van Schurman może swoim wpływem zachęcić wiernych, aby dołączyli do sekty de Labadie. Pojawiły się również oszczerstwa jakoby de Labadie uwiódł Annę Marię i że potajemnie wzięli ślub. Nazwisko van Schurman nie było już uwzględniane w nowych wydaniach kompilacji tekstów uczonych, którzy przy okazji nowych publikacji nie dedykowali swoich prac dawnej przyjaciółce. Jej rodzina również starała się ją przekonać do zmiany zdania, lecz było to daremne – van Schurman zdecydowała się poświęcić resztę życia na duchowe męczeństwo u boku de Labadie. Ostatecznie udało się jej nawet przekonać swoje dwie kuzynki i ciotkę, aby dołączyły do zgromadzenia.
W 1673 Anna Maria, korzystając z należącej do sekty prasy drukarskiej, wydała swoją autobiografię, połączoną z rozmyślaniami teologicznymi, będącą zarazem obroną działań Labadystów, zatytułowaną Eukleria.

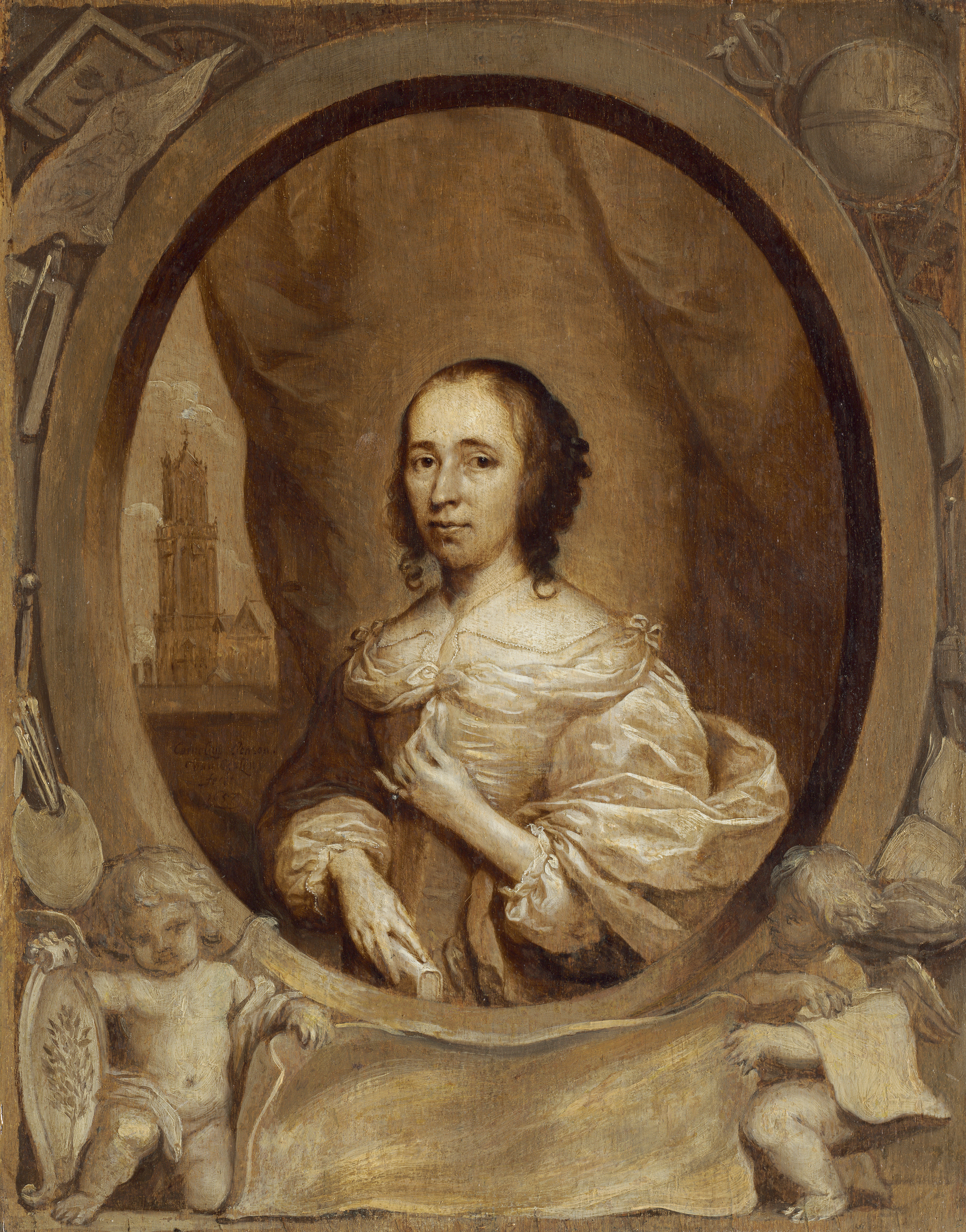
Portret Anny Marii autorstwa Corneliusa Johnsona

Wkrótce de Labadie ciężko zachorował. Kaznodzieja zmarł w 1674, mając u boku swoich przyjaciół, wśród nich wierną Annę Marię. Niechęć do Labadystów w Altonie, w której mieszkali od jakiegoś czasu, była tak silna, że żaden z lokalnych kościołów nie chciał przyzwolić na pochówek, a władze miasta nie udostępniły terenu obcokrajowcom o niepewnej reputacji. Pogrzeb de Labadie miał miejsce dopiero miesiąc po jego śmierci. Van Schurman w liście do Johna Owena dopytywała się o bezpieczne miejsce w Anglii, gdzie Labadyści byliby mile widziani. Wraz z resztą członków podjęła decyzję o przeniesieniu się do wsi Wieuwerd we Fryzji, gdzie zyskali nowych wyznawców, pośród nich Marię Sibyllę Merian. W tym czasie grupa liczyła około 400 osób. Starali się od tej pory być samowystarczalni i produkowali własne maści, leki, mydło oraz wełnę.

### Śmierć
Anna Maria zaczęła coraz częściej cierpieć z powodu reumatyzmu i większość czasu spędzała w swoim pokoju, miała problemy ze swobodnym poruszaniem się, jednak nie przerywała korespondencji ani prac nad drugą częścią Euklerii. Kilka dni po napisaniu ostatniego rozdziału, Anna Maria van Schurman zmarła 4 maja 1678, w wieku 70 lat, również otoczona przez przyjaciół ze wspólnoty. Jedne z ostatnich słów, jakie wypowiedziała, brzmiały: „Już prawie dotarłam do portu. Czekam jedynie na poryw wiatru, który zaniesie mnie do ojczyzny”. Została pochowana w Wieuwerd. W 1765 roku otworzono kryptę, w której spoczywało jedenastu Labadystów, wśród nich również van Schurman. Ponoć jej ciało nie podległo całkowitemu rozkładowi, lecz wyglądało na zakonserwowane, jakby zostało poddane procesowi mumifikacji.

## Najistotniejsze dzieła

### Amica Dissertatio inter Annam Mariam Schurmanniam et Andr. Rivetum de capacitate ingenii muliebris ad scientias (1641)
W roku 1638 w Paryżu została wydania nieautoryzowana wersja pism Schurman na temat edukacji kobiet, zatytułowana Dissertatio De Ingenii Muliebris ad Doctrinam, & meliores Litteras aptitudine. Van Schurman nie była zadowolona z edycji listów, twierdziła, że zostały one wydane bez jej zgody. W związku z rozpowszechnianiem się zbioru, zdecydowała się wydać autoryzowaną wersję w roku 1641 pod tytułem Amica Dissertatio inter Annam Mariam Schurmanniam et Andr. Rivetum de capacitate ingenii muliebris ad scientias (była bardzo zadowolona z tego wydania i wysyłała je swoim znajomym oraz uczonym w prezencie). Tekst został przetłumaczony również na język francuski, a 1657 rozprawa została opublikowana w języku angielskim pod tytułem The Learned Maid or, Whether a Maid may be a Scholar. A logick exercise written in latine by that incomparable virgin Anna Maria à Schurman of Vtrecht. With some epistles to the famous Gassendus and others [Panna uczona albo czy niewiasta może być erudytą]. Angielska wersja była jednak niekompletna, nie zawierała listu do profesora Andre Rivieta, od którego zaczyna się całe rozważanie w wersji łacińskiej.
Van Schurman użyła scholastycznej formy quaestio, rozpoczynając swoje rozważania od konkretnego pytania. Wykorzystanie powszechnej akademickiej formy wzmocniło jej logiczne argumenty, wskazując również na odbiorców tekstu – uczonych, którzy odebrać musieli jej pracę jako dowód na to, że choć jedna kobieta zdolna jest do skomponowania tekstu w formie stosowanej podczas debat na uniwersytetach. W czternastu punktach wyjaśniła swoje powody, dla których uważała, że kobiety powinny ubiegać się o prawo do edukacji. Van Schurman oparła całe rozważanie na prawach logiki i użyła sylogizmu jako głównego argumentu:
- Każdy, kto prowadzi spokojne i wolne życie, jest zdolny do studiowania pism. Wiele kobiet prowadzi właśnie takie życie. A więc wiele kobiet jest zdolnych do studiowania pism[47].

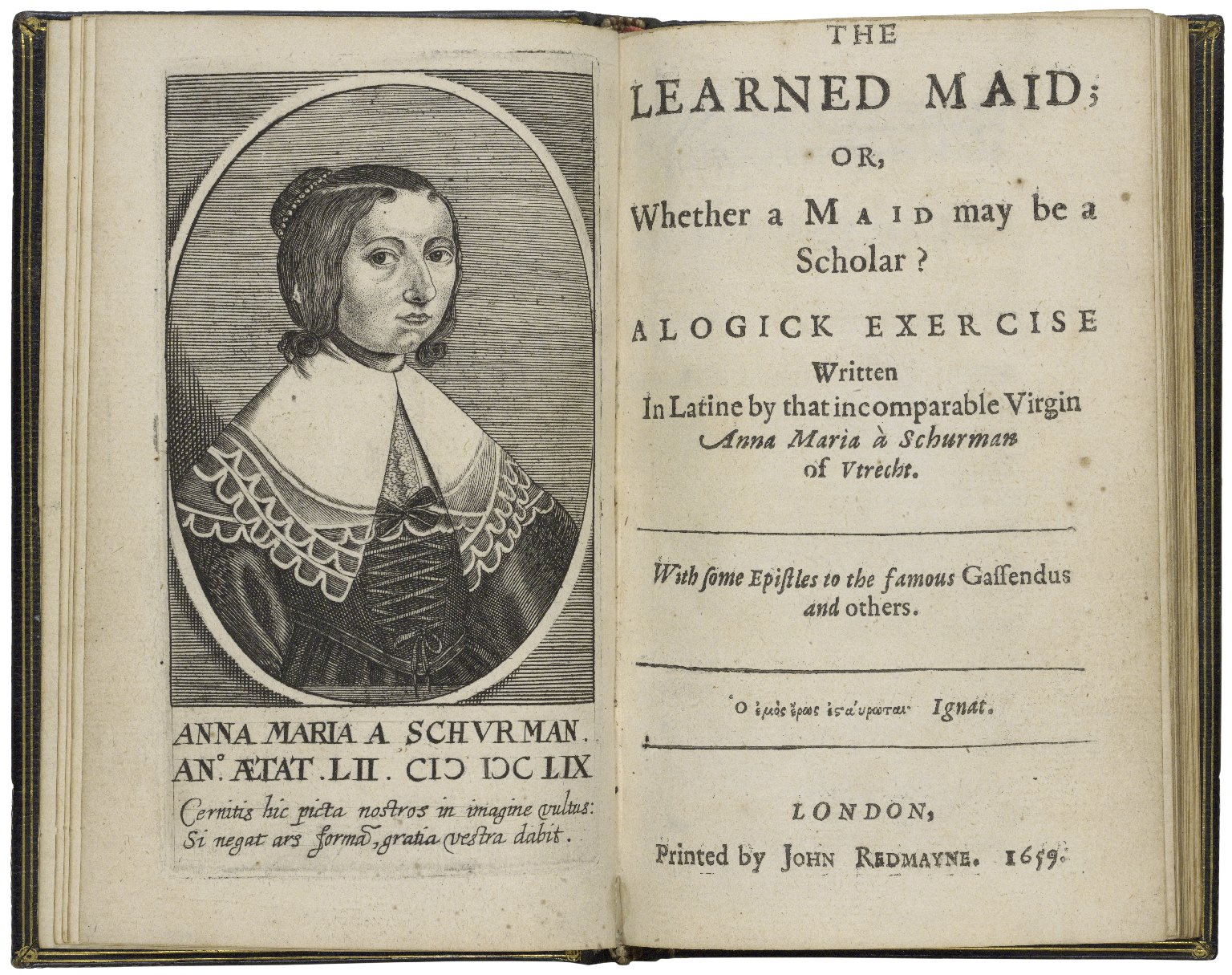
Strona tytułowa angielskiego wydania Amica Dissertatio, 1659.

Treść rozumowania dopełniają listy van Schurman do Riveta oraz innych uczonych. Autorka stwierdza, że każdy człowiek ma prawo do dążenia do wiedzy, w tym oczywiście kobiety. Jeśli chrześcijańska (protestancka) kobieta znajdzie pośród swoich domowych obowiązków wolny czas, powinna poświęcić go nauce, w przeciwnym razie może to prowadzić do różnego rodzaju grzesznych czynności. Według niej edukacja, także w stopniu zaawansowanym, miała pomóc kobietom stawać się lepszymi chrześcijankami – zbliżać do Boga, udoskonalać duszę, chronić przed herezją, wspierać w przezwyciężaniu wad i słabości. Powinny dążyć do wiedzy wtedy, gdy mogą sobie na to pozwolić ze względu na czas (a więc muszą posiadać służbę, która wyręczać je będzie w obowiązkach domowych) oraz status materialny (by mieć dostęp do książek, materiałów oraz wykładów prywatnych, których profesorowie udzielali w swoich domach za opłatą, w przeciwieństwie do wykładów publicznych, udzielanych w katedrze uniwersyteckiej). Sama, ciesząc się pomyślnością finansową, nie rozszerzyła postulatu edukacji kobiet poza bogatymi kręgami społeczeństwa. Najważniejsza była jednak sama chęć do nauki, niekierowana próżnością lub pustą ciekawością, ale chęcią pogłębiania wiary, polepszenia życia rodzinnego oraz ze względu na łaskę u Boga. Ważną kwestią był również status matrymonialny kobiety – najlepiej jeśli jest niezamężna i trwa w czystości. Powinna mieć również zainteresowanie we wszystkich przedmiotach, a zwłaszcza teologii, logice, językach obcych, matematyce, literaturze, sztukach pięknych. Van Schurman stwierdziła jednak, że studia takie jak prawo, sztuka wojenna oraz sztuka przemówień publicznych mogą być podejmowane, lecz nie będą przydatne, ze względu na to, że kobieta w życiu publicznym winna zachować milczenie. Wynika z tego, że Anna Maria mimo swojego zaangażowania w ukazywanie kobietom drogi do edukacji, nie postrzegała swojej płci jako tej, której pisana jest dominująca rola w społeczeństwie. Jej starania obejmowały jedynie taki zakres, jaki kobieta jej epoki mogła osiągnąć wewnątrz zamkniętych ram ustalonych norm społecznych i religijnych.
Nigdy jednak nie wysunęła żadnych praktycznych wskazówek dotyczących programu kształcenia dziewcząt ani postulatów tworzenia dla nich szkół. Opowiadała się jednak za równością kobiet i mężczyzn w możliwościach intelektualnych, stwierdzając, że od dnia stworzenia obie płci były powołane do życia przez Boga na Jego podobieństwo, stąd kobieta również posiada prawo do nauki. Częstym argumentem przeciwników tej koncepcji było stwierdzenie, że przecież to właśnie pierwsza matka, Ewa, popełniła największy grzech, zrywając zakazany owoc, czyli źródło poznania – wiedzy.

### Nobiliss. Virginis Annae Mariae a Schurman Opuscula Hebraea Graeca Latina et Gallica, Prosaica et Metrica (1648)

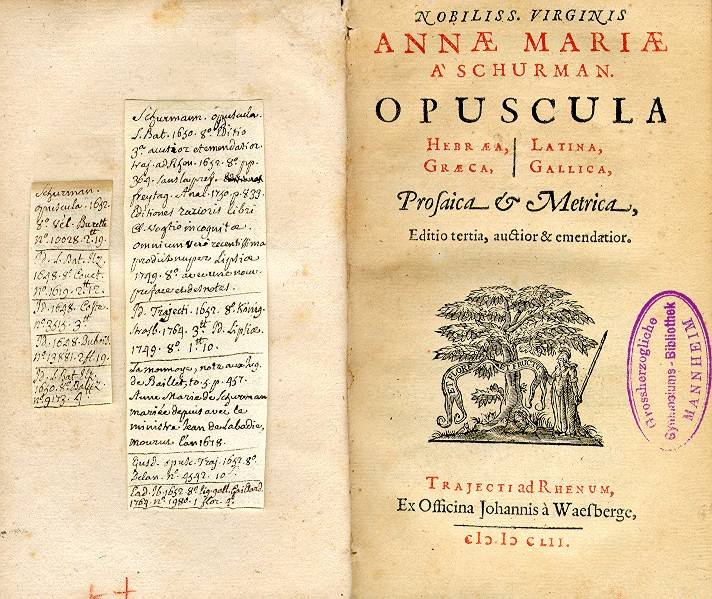
Strona tytułowa oryginału

Istotnym dziełem jest również Nobiliss. Virginis Annae Mariae a Schurman Opuscula Hebraea Graeca Latina et Gallica, Prosaica et Metrica [Pomniejsze dzieła po hebrajsku, grecku, łacinie oraz francusku, prozą i wierszem, autorstwa najszlachetniejszej dziewicy – Anny Marii van Schurman], wydane w Utrechcie w 1648 za pośrednictwem drukarni Elsevierów. Książka zyskała ogromną popularność i w ciągu czterech lat od pierwszej publikacji nakład wznowiono dwa razy, a kolejne edycje były publikowane jeszcze po śmierci van Schurman. Wydanie składa się z listów, w których Anna Maria porusza tematy teologiczne, filologiczne i filozoficzne oraz wierszy i elegii po łacinie. Znajduje się w nim również kilka poematów i listów wychwalających van Schurman, napisanych przez innych autorów. Sama Anna Maria nie była pewna co do publikacji, jednak została przekonana przez Frederika Spanheima, któremu powierzyła rolę edytora listów. Książka szybko stała się popularna wśród uczonych w całej Europie. W 1658 roku Stolica Apostolska umieściła Opuscula na Indeksie Ksiąg Zakazanych, najprawdopodobniej ze względu na fakt, że van Schurman otwarcie pisała o kwestiach wiary, sama należąc do Kościoła Ewangelicko Reformowanego. Wspominała o „ciemności katolicyzmu, którą przeniknie światło Reformowanego Kościoła”. Odrzucała również doktryny dotyczące Mszy świętej w obrządku katolickim. Jednak ze względu na brak realnej władzy Rzymskokatolickiego Kościoła w Niderlandach, książka była wciąż rozpowszechniana, rosła również jej popularność w wymiarze międzynarodowym (była chętnie czytana w Anglii, Irlandii, Francji oraz Turcji).

### Eukleria seu Meliores Partis Electio (1673)
W swojej autobiografii, która łączyła elementy obrony i rozprawy teologicznej, zatytułowanej Eukleria seu Meliores Partis Electio [Eukleria, czyli wybierając najlepszą cząstkę] (nawiązanie do dziesiątego rozdziału Ewangelii według św. Łukasza, w którym siostry Maria i Marta gościły w swoim domu Jezusa; kiedy Marta poskarżyła się na brak pomocy ze strony Marii w przygotowaniu posiłku, Jezus napomina ją, mówiąc, że to Maria wybiera „lepszą cząstkę”, siadając u Jego stóp), przedstawiła swoje życie, działalność jako Labadystka oraz świadectwa innych członków sekty, przeplatając historie własnymi rozważaniami i uduchowionymi dygresjami (spekulowano, że van Schurman inspirowała się Wyznaniami św. Augustyna, jednak styl Euklerii różni się w wielu aspektach).
Anna Maria opisuje między innymi postawę, jaką jej zdaniem należy podjąć, aby móc złączyć się z Bogiem oraz doznać pełni wiary. Za kluczowe uznaje abnegację i wyrzeczenie się własnych potrzeb oraz pragnień, ofiarowując w zamian wszystkie swoje troski Bogu. „Jedyną istotną rzeczą” jest wiedza o Bogu, której udziela sam Mesjasz. Zadaniem prawdziwej teologii ma być poznanie Najwyższego Dobra bezpośrednio, a nie przez wyrafinowane teologiczne formuły. Należy wzmacniać swoją duszę i poprzez negację samych siebie skupić się na czerpaniu radości z Chrystusa, z którym ostatecznie mamy się złączyć. Anna Maria stwierdza, że „zakończeniem ludzkości jest wieczna uciecha z udziałem Boga”. Nawet intelekt i miłość są jej zdaniem niewystarczalne, a najistotniejszą częścią poznania jest całkowita zmiana wewnętrzna i ukierunkowanie duszy na intymną relację z Bogiem. Należy nie tylko odrzucić, ale całkowicie „zniszczyć” swoje wewnętrzne ja, by móc w pełni doświadczyć tej jedności.
Wspomina również swoje wcześniejsze prace, m.in. Dissertatio, pisząc, że na myśl o nich „rumieni się jedynie” i ma wyrzuty sumienia, widząc jak w przeszłości „brakowało jej umiaru, (…) i wydawało jej się, że powinna posiąść wszelką wiedzę”.
Dzieło zostało wydrukowane na prasie należącej do Labadystów i rozpowszechnione przez autorkę. Wysłała egzemplarze swoim dawnym znajomym oraz kilku ministrom Kościoła Reformowanego w Niderlandach. Napisana bezbłędną łaciną, książka została uznana przez wielu profesorów w Niemczech za przykład dydaktyczny, była więc udostępniana studentom. Zdania na temat dzieła były jednak podzielone: wielu uczonych pochwaliło formę i elokwencję, uważając je za największe dzieło van Schurman; inni stwierdzili, że „cuchnie labadyzmem” i nie jest zgodne z nauczaniem Reformowanego Kościoła. Profesor Voetius wydał nieprzychylną krytykę biografii, a na swoich wykładach na uniwersytecie w Utrechcie nawoływał do odrzucenia postawy van Schurman i nietraktowania tych wyznań z sympatią ze względu na jej dawne związki z miastem i uczelnią, co głęboko zabolało jego byłą podopieczną, która w tym czasie mieszkała już z Labadystami w Altonie.

## Inne dzieła i osiągnięcia

### Pozostałe dzieła literackie
Zachowało się około sześćdziesięciu wierszy po łacinie, choć prawdopodobnie van Schurman napisała kilka setek wierszy, poematów i listów w tym języku, większość z nich napisana dla znajomych jako podziękowania lub z okazji ważnych wydarzeń takich jak śluby, pogrzeby czy narodziny. W swoich wierszach poruszała wiele kwestii i wątków, często pisząc o konkretnych wydarzeniach lub osobach: wiersze wychwalające znanych przez nią uczonych; na temat dzieł sztuki; na temat pogłosek jakoby Anna Maria miała sporządzić tłumaczenie pewnej frywolnej nowelki; rozważanie nad swoim mottem życiowym i miłością; na temat książek oraz Biblii (np. Dziesięciu przykazań); na temat cudzoziemców osiedlających się w Zjednoczonej Republice; na temat miasta Utrecht i jego architektury oraz innych tematów, zazwyczaj związanych z autorką bezpośrednio. Częstym motywem w jej wierszach była mądrość, podkreślała przy tym, że to do niej niezłomnie dąży, na chwałę Pana.

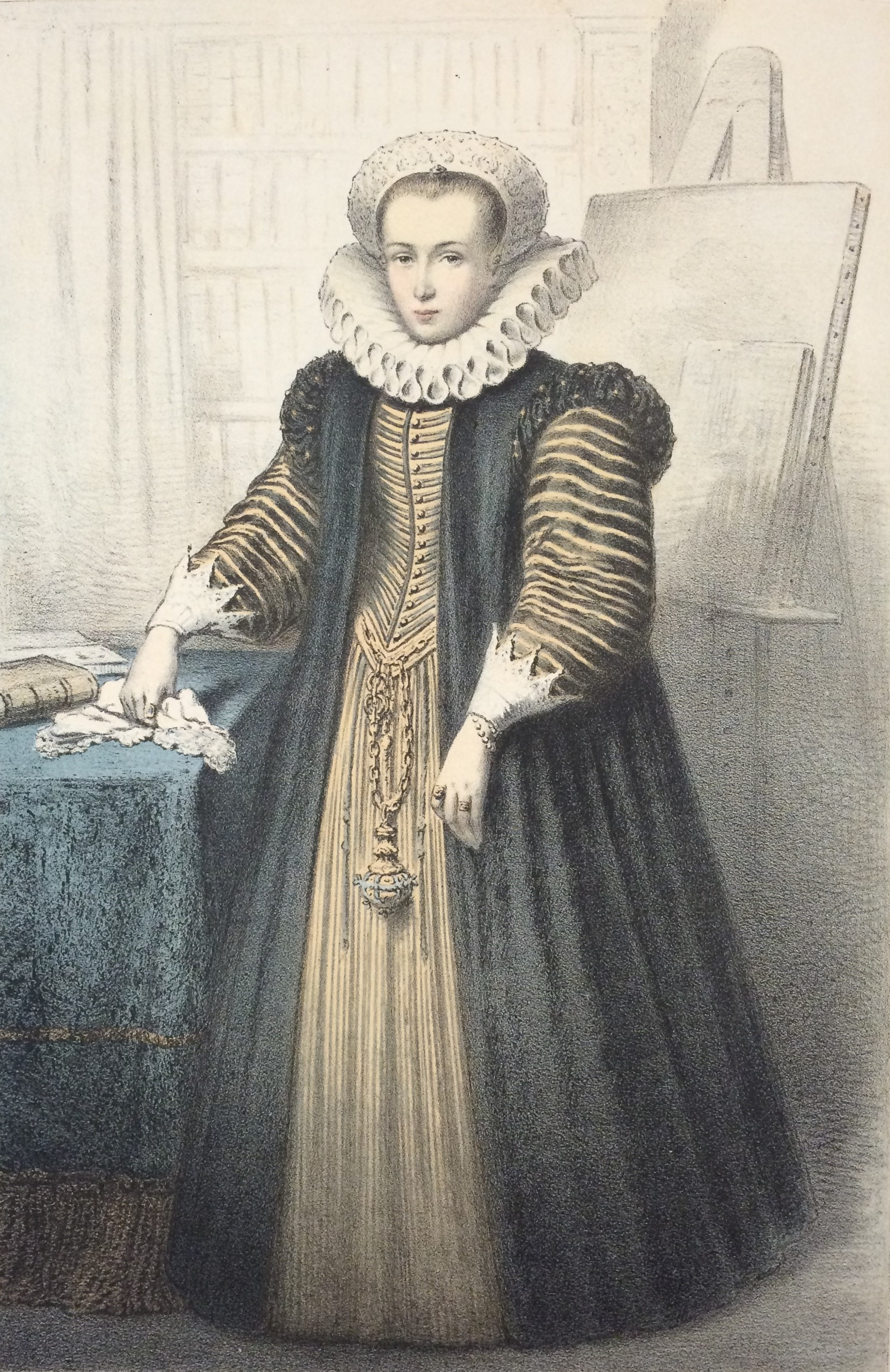
Portret młodej van Schurman autorstwa dziewiętnastowiecznego malarza Hermana Frederika Carela ten Kate

Przetrwały jedynie dwa wiersze w języku niemieckim. Większość zachowanych napisana jest po holendersku (głównie na temat rozważań religijnych i moralnych), łacinie (szczególnie te, w których wychwala i dziękuje swoim znajomym uczonym), grece i po francusku.

### Pozostałe osiągnięcia
Van Schurman była jedyną kobietą dopuszczoną do dyskusji, która miała swój początek w 1632, gdy uczeni podjęli teologiczno-etyczne pytanie: „Czy ludzie powinni przedłużać swoje życie za pomocą środków, jakie oferuje medycyna, zważywszy na fakt, że to Bóg wyznacza długość życia każdej istoty?”. Publikacja De Vitae Termino [O krańcu życia] była kompilacją prac wielu uczonych różnych narodowości i wyznania, m.in. Voetuisa i Riveta, której inicjatorem był Jan van Beverwijck. Wkład van Schurman polegał na zaszczytnym zadaniu napisania ostatniej konkluzji nad rozważaniami. W swoim podsumowaniu powołała się na myślicieli starożytnych (m.in. Cycerona, Senekę, Herodota, Platona) oraz Koran, Biblię i świętych (Augustyna i Grzegorza z Nazjanzu). Stwierdziła, że choć czas trwania wszystkiego na świecie jest determinowany przez Boga, nie powinno się tego postrzegać jako fatalistyczną cechę życia. Nasze istnienie zostało zaplanowane w każdym szczególe przez Stwórcę, a więc również medycyna ma istotną rolę do spełnienia. Lekarze zostali uwzględnieni w boskich planach, a więc choć przyszłość jest już z góry ustalona, człowiek ma obowiązek żyć do samego końca takim życiem, jaki Bóg mu podarował.
Van Schurman była również pomysłodawczynią dla podręcznika języka hebrajskiego napisanego po holendersku, którego celem miało być zachęcenie kobiet do nauki języka i rozpoczęcia ich drogi do edukacji (hebrajski był uważany za prostszy język w porównaniu z łaciną i również umożliwiał korespondencję z uczonymi, a szczególnie dogłębną lekturę Biblii).
Anna Maria studiowała Koran oraz Torę, uważając znajomość świętych ksiąg innowierców za warunek debaty oraz ich ewentualnej konwersji na chrześcijaństwo. Dodatkowo van Schurman przepisywała Koran, pisała rozprawy oraz listy po arabsku, jednak żadne z nich nie zachowały się w całości, tak samo jak jej prace w języku perskim.

### Znajomość języków obcych
Jej prace napisane po włosku i angielsku również się nie zachowały, jednak wiadome jest z relacji Riveta, że jej biegłość w tych językach była na bardzo wysokim poziomie. Niektórzy z jej współczesnych twierdzili, że van Schurman zna każdy język, jaki kiedykolwiek istniał. Sama uważała jednak, że najważniejszym z nich jest hebrajski, a wszystkie inne miały jej służyć jako pogłębienie znajomości właśnie tego języka, co miało prowadzić do pełniejszego zrozumienia Biblii. Sformułowała również gramatykę języka etiopskiego, jednak nigdy nie została ona wydana, a oryginalny tekst nie zachował się

## Upamiętnienie

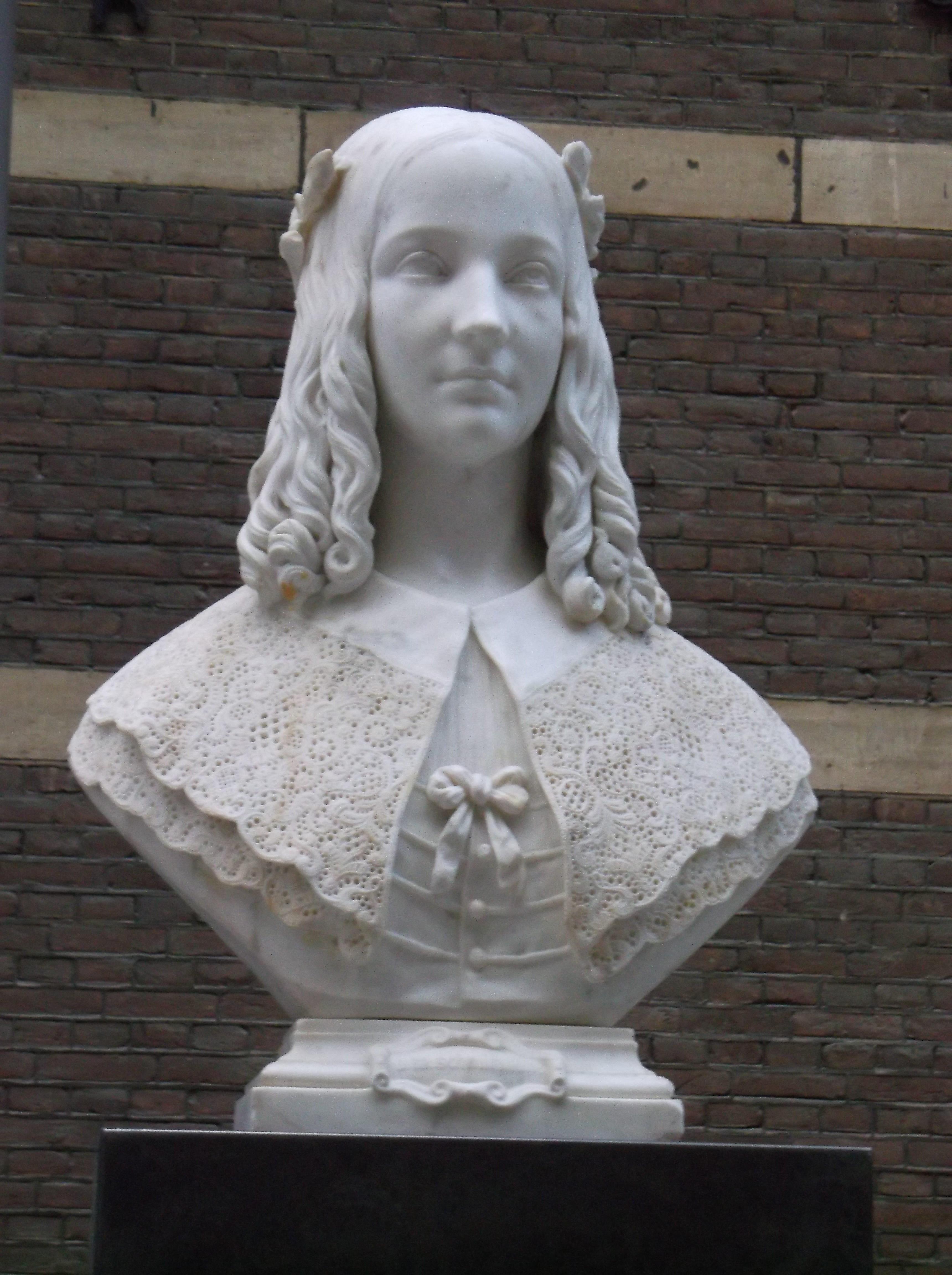
Popiersie van Schurman w Hadze

Anna Maria van Schurman została uwzględniona w instalacji artystycznej autorstwa Judy Chicago, zatytułowanej The Dinner Party (1979, Brooklyn Museum w Nowym Jorku). Przy symbolicznym stole, na którym ustawiono 39 spersonalizowanych nakryć dla wybitnych postaci kobiecych, począwszy od antyku aż po nowoczesność, miejsce dla van Schurman ozdobione jest białym obrusem z wyhaftowanym imieniem oraz kilkoma obrazami związanymi z jej postacią: kosz kwiatów był popularnym w Niderlandach motywem, symbolizującym młodość i odrodzenie, królik reprezentował nieśmiałość – cechy związane z życiem domowym i postawą, której oczekiwano od kobiet w XVII wieku; są one dopełnione dwoma aniołkami po obu stronach imienia van Schurman, które podkreślają jej pobożną postawę i kluczową rolę w zgromadzeniu religijnym. Obrus przyozdobiony jest również cytatem z Dissertatio w angielskim przekładzie: „A woman has the same wish for self-development as men, the same ideals, yet she is to be imprisoned in an empty soul of which the very windows are shuttered”. Talerz ozdobiony jest abstrakcyjnym motywem podobnym do motyla, który tak jak pozostałe nakrycia na wystawie miał symbolizować wargi sromowe. Chicago wybrała motywy van Schurman z uwzględnieniem społecznych i religijnych realiów, w których zdobywała wiedzę, oddając uczonej miejsce przy trójkątnym stole w podzięce za „mężne starania Anny w imieniu praw wszystkich kobiet”.
Dodatkowo uczoną upamiętnia marmurowe popiersie, które znajduje się w atrium Tweede Kamer w Hadze.

## Publikacje na temat Anny Marii van Schurman
- Pieta van Beek: The first female university student: A.M.van Schurman, Utrecht 2010.
- Bo Karen Lee: I wish to be nothing: the role of self-denial in the mystical theology of A. M. van Schurman w: Women, Gender and Radical Religion in Early Modern Europe. Ed. Sylvia Brown. Leiden: 2008.
- Mirjam de Baar et al. (eds.), Choosing the Better Part. Anna Maria van Schurman (1607-1678), Dordrecht, Boston, London: Kluwer Academic Publishers, (1996).
- Anne R. Larsen, Anna Maria van Schurman, 'The Star of Utrecht’: The Educational Vision and Reception of a Savante, [Women and Gender in the Early Modern World], Abingdon: Routledge, 2016.
- Martine van Elk, Early Modern Women’s Writing: Domesticity, Privacy, and the Public Sphere in England and the Dutch Republic, Cham: Palgrave/Springer, 2017.